# 장재우
장재우(1988년 1월 7일 ~ )는 과거 대한민국의 축구 선수로, 현역 시절 포지션은 공격수였었다.